# Actinodura morrisoniana
Actinodura morrisoniana, de nome comum síbia-da-formosa ou asa-malhada-da-formosa é uma espécie de ave da família Timaliidae. Pode ser encontrada nos seguintes países: China e Taiwan. Os seus habitats naturais são: florestas temperadas e florestas subtropicais ou tropicais húmidas de baixa altitude.